# Timecode (film, 2016)
Pour les articles homonymes, voir Time-code.
Pour plus de détails, voir Fiche technique et Distribution.
Timecode est un film espagnol réalisé par Juanjo Giménez Peña, sorti en 2016.

## Synopsis
Luna et Diego sont deux gardiens de parking. Diego surveille la nuit et Luna le jour. Un jour, le patron demande à Luna d'enquêter sur un phare arrière brisé.

## Fiche technique
- Titre : Timecode
- Réalisation : Juanjo Giménez Peña
- Scénario : Pere Altimira et Juanjo Giménez Peña
- Musique : Iván Cester
- Photographie : Pere Pueyo
- Montage : Silvia Cervantes
- Production : Juanjo Giménez Peña, Arturo Méndiz et Daniel Villanueva
- Pays :  Espagne
- Genre : Drame et romance
- Durée : 15 minutes
- Dates de sortie : 
  -  France : 21 mai 2016 (festival de Cannes)

## Distribution
- Lali Ayguadé : Luna
- Nicolas Ricchini : Diego
- Vicente Gil : le patron
- Pep Domenech : Pipiolo
- Dani Villanueva : le client

## Distinctions
Le film a reçu la Palme d'or du court métrage lors du festival de Cannes 2016 et a été nommé à l'Oscar du meilleur court métrage en prises de vues réelles lors de la 89e cérémonie des Oscars.